# Choi Ye-seul
Choi Ye-seul (koreanisch 최예슬; * 24. Dezember 1998 in Südkorea) ist eine südkoreanische Fußballspielerin. Seit 2018 spielte sie die A-Nationalspielerin ihres Landes.

## Karriere

### Verein
Von 2017 bis 2018 spielte Choi für den Verein INAC Kobe. Danach wechselte sie 2019 zu Incheon Hyundai Steel Red Angels. Seit 2022 ist sie bei Changnyeong WFC.

### Nationalmannschaft
2017 war Choi bei der Südkoreanische Fußballnationalmannschaft U-20 tätig. Seit 2018 spielt sie für die Südkoreanische Fußballnationalmannschaft der Frauen als Mittelfeldspieler. Bisher absolvierte sie 1 Länderspiel.